# Арменохори
Арменохо̀ри (на гръцки: Αρμενοχώρι; на турски: Esenköy; на арменски: Արմենոխորի) е село в Кипър, окръг Лимасол. Според статистическата служба на Република Кипър през 2001 г. селото има 167 жители.
Намира се на 10 km североизточно от Лимасол. Арменохори от гръцки език означава „арменско село“. През 1958 г. кипърските турци го наричат Есенкьой, което значи „ветровито село“.

## История

### Древна
Арменохори е едно от най-старите селища в окръг Лимасол. Първите данни за заселници датира от 85 г., когато арменският владетел Тигран Велики завладява Сирия, Ливан, части от Израел, Анадолa и Кипър.

### Османско владение
Селото е населено от турци по време на османското владичество по кипърските земи.

### 20 век
В резултат на арменския геноцид от началото на 20 век, арменци от Адана, Ташуку и други населени места от бреговете на Анадола, се заселват в историческото кипърско село.